# Californication (canção)
"Californication" é a sexta faixa e quarto single do álbum Californication, da banda de rock norte-americana Red Hot Chili Peppers. Foi o single mais bem sucedido deste álbum, sendo também  sua principal canção, por isto o álbum de mesmo nome. A canção, que trata o lado obscuro de Hollywood, foi lançada em 2000, e alcançou a 69ª posição na parada de sucessos Billboard Hot 100, nos Estados Unidos, e 16º lugar nas paradas britânicas, além da primeira posição nas paradas Mainstream Rock Tracks e Modern Rock Tracks, ambas dos EUA. É notável pela sua combinação de notas de guitarra e baixo no riff principal; o guitarrista John Frusciante tirou inspiração da canção "Carnage Visors" da banda britânica The Cure.
Como a maioria dos singles do álbum, a canção raramente é deixada de fora nos shows da banda, sendo uma das suas canções mais executadas desde o seu lançamento. Além de estar em diversos lançamentos posteriores da banda, como os DVDs Off the Map e Live at Slane Castle e a coletânea Greatest Hits.

## Informações sobre a música
A música é principalmente sobre o lado obscuro de Hollywood e na exportação de cultura através da indústria cinematográfica. Foi escrita pelo vocalista e líder Anthony Kiedis enquanto estava de férias na Índia.
A canção começa com "Psychic spies from China Try to steal your mind's elation" (espiões psíquicos da China tentam roubar seus estímulos mentais)". Também faz referência ao declínio da sociedade ocidental e outros temas como a pornografia em "hardcore soft porn" (Pornô suave explícito) e a cirurgia plástica "pay your surgeon very well to break the spell of aging" (pague o seu cirurgião muito bem para quebrar o feitiço do envelhecimento) e incluindo os elementos da cultura popular como Star Wars em "and Alderaan's not far away" (E Alderaan não está longe), Kurt Cobain e David Bowie "Cobain, can you hear the spheres singing songs off Station to Station?" (Cobain você pode ouvir as esferas cantando músicas de Station to Station) e  Star Trek "Space may be the final frontier But it's made in a Hollywood basement" (O espaço pode ser a fronteira final mas é feito num porão de Hollywood). "First born unicorn/Hard core soft porn" (Unicórnio primogênito/Pornô suave explícito) refere-se a Dorothy Stratten.
O guitarrista John Frusciante exclusivamente gravou essa música e "Otherside" com uma guitarra Gretsch White Falcon. Ele também tocou essas músicas ao vivo com a White Falcon até 2006 quando passou a usar uma Fender Stratocaster.
Na autobiografia de Kiedis, Scar Tissue, ele revela que a banda teve uma enorme dificuldade em compor a música. Kiedis tinha escrito a letra, que achava uma das melhores que ele já tinha escrito, mas a banda não conseguia decidir a forma como a música devia soar musicalmente. Enquanto lutavam com a composição, parecia que não seriam capazes de terminar a tempo de incluí-la no álbum, até que um dia Frusciante entrou no estúdio e disse ter encontrado a melodia. O guitarrista tocou a música como ele a visualizava, e deixou de ser uma canção que poderia ter sido uma reflexão posterior, para se tornar um dos maiores sucessos do grupo, de maneira semelhante ao modo com que "Under the Bridge" foi feita.
O álbum Greatest Hits usa uma versão ligeiramente diferente da música. Mais notavelmente, o primeiro refrão é prorrogado. A razão para o aparecimento desta versão alternativa no álbum é desconhecida.

## Videoclipe
O videoclipe de Californication toma a forma de um videogame em terceira pessoa, onde cada um dos membros da banda é um personagem de algum tipo de aventura. John percorre a Calçada da Fama de Hollywood, esquivando-se de celebridades e seus guarda-costas. Chad anda de snowboards em montanhas, então ele cai de um penhasco em um trem. Anthony nada na Baía de São Francisco, rodeado por tubarões e mulheres, então ele surfa em cima de um tubarão e dá um salto para trás e dirige um carro conversível. Flea atravessa o Parque Nacional da Sequoia e tenta salvar um urso de um caçador, andar de carrinho de mineração, e escapando de vários lenhadores quando eles estão cortando todas as árvores. John entra em um estúdio de cinema, onde ele interfere com a produção de um filme espacial, um filme pornográfico e um documentário de Leonardo da Vinci. Em seguida, Chad anda com uma prancha em um dos fios da Ponte Golden Gate enquanto Anthony passeia pela ponte com o seu conversível, ele então passa por um donut gigante da Randy's Donuts, dirige por um penhasco e passa pelo letreiro de Hollywood para em seguida cair em uma libélula gigante onde Flea está montado. Nesse meio tempo, Chad surfa pelo ar, e John monta numa máquina voadora de Da Vinci. Anthony, em seguida, cai da libélula em um enorme campo florido. Esta cena corta para a banda passando por um terremoto da Falha de San Andreas no meio da cidade e acaba finalizando com todos os quatro integrantes reunindo-se no centro da Terra, onde todos eles tocam um cubo 3D, que transforma seus avatares de volta ao mundo real. O vídeo em si contém muitas homenagens aos jogos de videogame de seu tempo.
Intercalando com tudo isso, aparece uma performance da banda com uma vista para o céu, que permanece em uma inserção de imagem em imagem, até que um membro da banda passa pelo asterisco vermelho que se tornou símbolo da banda, logotipo de fato, quando foi usado pela primeira vez para o álbum Blood Sugar Sex Magik.

## Uso em cultura popular
A música é apresentada no filme Enron: The Smartest Guys in the Room de (2005).[carece de fontes?]

## Créditos
- Anthony Kiedis – vocais
- John Frusciante – guitarra, backing vocals
- Flea – baixo
- Chad Smith – bateria

## Faixas
CD Single 1
1. "Californication" - 5:21
2. "I Could Have Lied" (ao vivo) - 4:26
3. "End of Show Brisbane" (ao vivo) - 8:11

CD Single 2
1. "Californication" - 5:21
2. "I Could Have Lied" (ao vivo) - 4:26
3. "End of Show State College" (ao vivo) - 9:27

EP. 1
1. "Californication" - 5:21
2. "End of Show Brisbane" (ao vivo) - 8:11
3. "I Could Have Lied" (ao vivo) - 4:26
4. "End of Show State College" (ao vivo) - 9:27

## Posições
| Parada (2000)                               | Melhor posição |
| ------------------------------------------- | -------------- |
| Australian Singles Chart                    | 44             |
| Belgian Singles Chart (Flanders)            | 6              |
| Canadá RPM Singles Chart                    | 59             |
| Canadá RPM Rock Report                      | 1              |
| Dutch Singles Chart                         | 41             |
| German Singles Chart                        | 63             |
| Irish Singles Chart                         | 24             |
| Italian Singles Chart                       | 19             |
| New Zealand Singles Chart                   | 8              |
| Swedish Singles Chart                       | 37             |
| UK Singles Chart                            | 16             |
| U.S. Billboard Adult Top 40                 | 28             |
| U.S. Billboard Latin Pop Airplay            | 33             |
| U.S. Billboard Latin Tropical/Salsa Airplay | 36             |
| U.S. Billboard Mainstream Rock              | 1              |
| U.S. Billboard Modern Rock Tracks           | 1              |
| U.S. Billboard Hot 100                      | 69             |
| U.S. Billboard Top 40 Mainstream            | 37             |

### Certificações
| País (Empresa) | Certificação |
| -------------- | ------------ |
| Itália (FIMI)  | Platina      |